# Sarmydus antennatus
Sarmydus antennatus är en skalbaggsart som beskrevs av Francis Polkinghorne Pascoe 1867. Sarmydus antennatus ingår i släktet Sarmydus och familjen långhorningar.
Artens utbredningsområde är:
- Sarawak.
- Laos.
- Myanmar.
- Nepal.
- Taiwan.

Inga underarter finns listade i Catalogue of Life.